# Serie Radeon 200
La serie Radeon 200 es una serie de procesadores gráficos desarrollados por AMD. Estas GPU se fabrican en un proceso Gate-Last de 28 nm a través de TSMC o Common Platform Alliance.

## Lanzamiento
La serie Rx 200 se anunció el 25 de septiembre de 2013, en el evento AMD GPU14 Tech Day. Los acuerdos de confidencialidad se levantaron el 15 de octubre, excepto para el R9 290X, y los pedidos anticipados se abrieron el 3 de octubre.

## Arquitectura
- Graphics Core Next 3 (Volcanic Islands) se encuentra en los productos de la marca R9 285 (Tonga Pro).
- Graphics Core Next 2 (Sea Islands) se encuentra en los productos de marca R7 260 (Bonaire), R7 260X (Bonaire XTX), R9 290 (Hawaii Pro), R9 290X (Hawaii XT) y R9 295X2 (Vesuvius).
- Graphics Core Next 1 (Southern Islands) se encuentra en los productos de marca R9 270, 270X, 280, 280X, R7 240, 250, 250X, 265 y R5 240.
- TeraScale 2 (VLIW5) (Islas del Norte o Evergreen) se encuentra en productos de marca R5 235X e inferiores.
- El cumplimiento de OpenGL 4.x requiere compatibilidad con sombreadores FP64. Estos se implementan mediante emulación en algunas GPU TeraScale (microarquitectura) .
- Vulkan 1.0 requiere GCN-Architecture. Vulkan 1.1 requiere GCN 2 o superior.[4]

### Compatibilidad con varios monitores
Los controladores de pantalla integrados de la marca AMD Eyefinity se introdujeron en septiembre de 2009 en la serie Radeon HD 5000 y han estado presentes en todos los productos desde entonces.

### AMD TrueAudio
AMD TrueAudio se introdujo con la serie AMD Radeon Rx 200, pero solo se puede encontrar en los troqueles de los productos GCN 2/3.

### Aceleración de vídeo
El núcleo SIP de AMD para la aceleración de video, el decodificador de video unificado y el motor de codificación de video se encuentran en todas las GPU y son compatibles con AMD Catalyst y con el controlador de dispositivo de gráficos gratuito y de código abierto .

### Uso en minería de criptomonedas
Durante 2014, las GPU de la serie Radeon R9 200 ofrecieron un precio muy competitivo para su uso en la minería de criptomonedas. Esto condujo a un suministro limitado y enormes aumentos de precios de hasta un 164 % sobre el MSRP en el cuarto trimestre de 2013 y el primer trimestre de 2014. Desde el segundo trimestre de 2018, la disponibilidad de las GPU AMD y los precios, en la mayoría de los casos, han vuelto a la normalidad.

### Compatibilidad CrossFire
Debido a que muchos de los productos de la gama son versiones modificadas de los productos Radeon HD, siguen siendo compatibles con las versiones originales cuando se usan en el modo CrossFire. Por ejemplo, la Radeon HD 7770 y la Radeon R7 250X usan el chip 'Cape Verde XT', por lo que tienen especificaciones idénticas y funcionarán en modo CrossFire. Esto proporciona una opción de actualización útil para cualquiera que posea una tarjeta Radeon HD existente y tenga una placa base compatible con CrossFire.

### Soporte de superresolución virtual
Comenzando con la versión candidata de lanzamiento del controlador v14.501-141112a-177751E, oficialmente denominada Catalyst Omega, el lanzamiento del controlador de AMD introdujo VSR en las tarjetas gráficas de las series R9 285 y R9 290. Esta función permite a los usuarios ejecutar juegos con una calidad de imagen más alta mediante la reproducción de fotogramas a una resolución nativa superior. Luego, cada fotograma se reduce a resolución nativa. Este proceso es una alternativa al supermuestreo que no es compatible con todos los juegos. La superresolución virtual es similar a la superresolución dinámica, una función disponible en las tarjetas gráficas Nvidia de la competencia, pero cambia la flexibilidad por un mayor rendimiento. VSR puede ejecutarse a una resolución superior a 2048 x 1536 a una frecuencia de actualización de 120 Hz o 3840 x 2400 a 60 Hz.

### Open CL (API)
OpenCL acelera muchos paquetes de software científico contra la CPU hasta el factor 10 o 100 y más. Open CL 1.0 a 1.2 son compatibles con todos los chips con arquitectura Terascale y GCN. OpenCL 2.0 es compatible con GCN 2nd Gen. (o 1.2) y superior. Para OpenCL 2.1 y 2.2 solo se necesitan actualizaciones de controladores con tarjetas compatibles con OpenCL 2.0.

### Vulkan (API)
API Vulkan 1.0 es compatible con todas las tarjetas de arquitectura GCN. Vulkan 1.2 requiere GCN de 2.ª generación o superior con los controladores Adrenalin 20.1 y Linux Mesa 20.0 y posteriores.

## Modelos

### Radeon R9 295X2
La Radeon R9 295X2 se lanzó el 21 de abril de 2014. Es una tarjeta GPU dual. Las muestras de prensa se enviaron en una caja de metal. Es la primera tarjeta de referencia que utiliza un enfriador de líquido de circuito cerrado. Con 11,5 teraflops de potencia de cómputo, la R9 295X2 fue la tarjeta orientada al consumidor de doble GPU más potente del mundo, hasta que la sustituyó la Radeon Pro Duo el 26 de abril de 2016, que es esencialmente una combinación de dos R9 Fury X (Fiji XT) GPU en una sola tarjeta. El R9 295x2 tiene esencialmente dos GPU R9 290x (Hawaii XT), cada una con 4GB GDDR5 VRAM.

### Radeon R9 290X

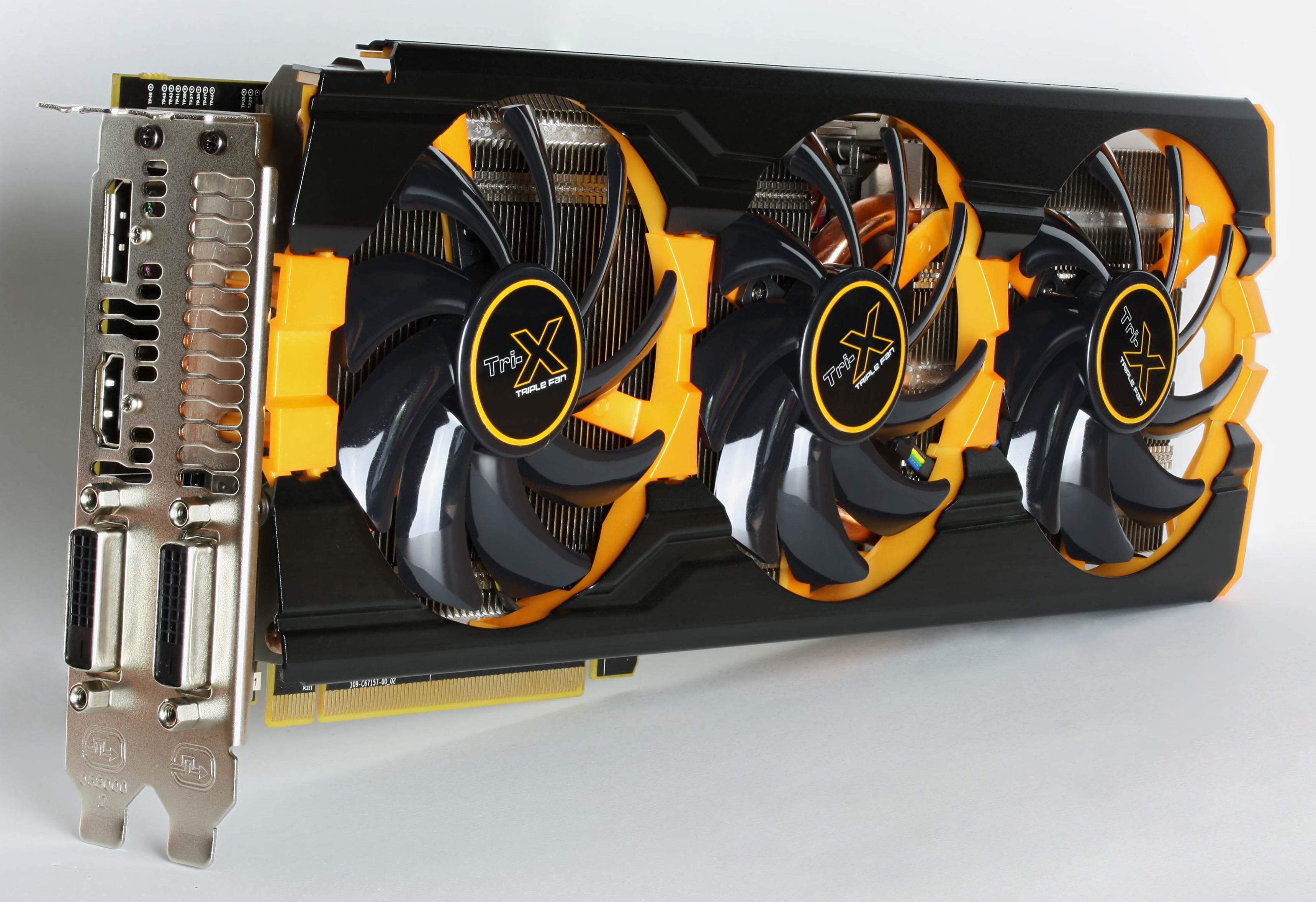
Una R9 290X de Sapphire

La Radeon R9 290X, nombre en clave "Hawaii XT", se lanzó el 24 de octubre de 2013 y cuenta con 2816 Stream Processors, 176 TMU, 64 ROP, buses de 512 bits de ancho, 44 CU (unidades de cómputo) y 8 unidades ACE. El R9 290X tenía un precio de lanzamiento de $549.

### Radeon R9 290
Radeon R9 290 y R9 290X se anunciaron el 25 de septiembre de 2013. El R9 290 se basa en el chip Hawaii Pro de AMD y el R9 290X en Hawaii XT. R9 290 y R9 290X admitirán AMD TrueAudio, Mantle, Direct3D 11.2 y la tecnología Crossfire sin puente mediante XDMA. Un paquete de reserva limitada de " Battlefield 4 Edition" de R9 290X que incluye Battlefield 4 estuvo disponible el 3 de octubre de 2013, con una cantidad informada de 8,000. El R9 290 tenía un precio de lanzamiento de $399.

### Radeon R9 285
La Radeon R9 285 se anunció el 23 de agosto de 2014 en la celebración de los 30 años de gráficos de AMD y se lanzó el 2 de septiembre de 2014. Fue la primera tarjeta en presentar la microarquitectura GCN 3 de AMD, en forma de GPU de la serie Tonga.

### Radeon R9 280X
Radeon R9 280X se anunció el 25 de septiembre de 2013. Con un precio de lanzamiento de $ 299, se basa en el chip Tahiti XTL, siendo una Radeon HD 7970 GHz Edition ligeramente mejorada y renombrada.

### Radeon R9 280
Radeon R9 280 se anunció el 4 de marzo de 2014. Con un MSRP de lanzamiento establecido en $ 279, se basa en una Radeon HD 7950 renombrada con una velocidad de reloj de impulso ligeramente mayor, de 925 MHz a 933 MHz.

### Radeon R9 270X
Radeon R9 270X se anunció el 25 de septiembre de 2013. Con un precio de lanzamiento de $199 (2 GB) y $229 (4 GB), está basado en el chip Curaçao XT, que antes se llamaba Pitcairn. Se especula que es más rápido que una Radeon HD 7870 GHz Edition. Radeon R9 270 tiene un precio de lanzamiento de $179.

### Radeon R7 260X
Radeon R7 260X se anunció el 25 de septiembre de 2013. Con un precio de lanzamiento de $139, se basa en el chip Bonaire XTX, una iteración más rápida de Bonaire XT en la que se basa la Radeon HD 7790. Tendrá 2 GB de memoria GDDR5 como estándar y también contará con TrueAudio, DSP de audio en chip basado en la arquitectura Tensilica HiFi EP. La tarjeta estándar cuenta con un reloj de impulso de 1100 MHz. Tiene 2 GB de memoria GDDR5 con un reloj de memoria de 6,5 GHz en una interfaz de 128 bits. El 260X consumirá alrededor de 115 W en uso típico.

### Radeon R7 250
Radeon R7 250 se anunció el 25 de septiembre de 2013. Tiene un precio de lanzamiento de $89. La tarjeta se basa en el núcleo Oland con 384 núcleos GCN. El 10 de febrero de 2014, AMD anunció el R7 250X que se basa en la GPU Cape Verde con 640 núcleos GCN y un MSRP de $99.

## Controladores de dispositivos gráficos

### Controlador de dispositivo de gráficos propietario de AMD "Catalyst"
AMD Catalyst está siendo desarrollado para Microsoft Windows y Linux. A partir de julio de 2014, no se admiten oficialmente otros sistemas operativos. Esto puede ser diferente para la marca AMD FirePro, que se basa en hardware idéntico pero cuenta con controladores de dispositivos gráficos con certificación OpenGL.
Por supuesto, AMD Catalyst es compatible con todas las funciones anunciadas para la marca Radeon.

### Controlador de dispositivo de gráficos gratuito y de código abierto "Radeon"
Los controladores gratuitos y de código abierto se desarrollan principalmente en Linux y para Linux, pero también se han adaptado a otros sistemas operativos. Cada controlador se compone de cinco partes:
1. DRM del componente del kernel de Linux
2. Controlador KMS del componente del kernel de Linux: básicamente el controlador de dispositivo para el controlador de pantalla
3. Componente de espacio de usuario libDRM
4. Componente de espacio de usuario en Mesa 3D
5. Un controlador de dispositivo de gráficos 2D especial y distinto para X.Org Server, que si finalmente está a punto de ser reemplazado por Glamour

El controlador de gráficos "Radeon" gratuito y de código abierto es compatible con la mayoría de las funciones implementadas en la línea de GPU Radeon.  A diferencia del nuevo proyecto para las tarjetas gráficas Nvidia, los controladores "Radeon" de código abierto no tienen ingeniería inversa, sino que se basan en la documentación publicada por AMD.